# 제1공정단
제1공정단(일본어: 第1空挺団 다이 이치 쿠테단[*], 영어: 1st Airborne Brigade 퍼스트 에어본 브리게이드[*])은 일본 육상자위대의 유일한 공수부대이다. 지바현 후나바시시의 나라시노 주둔지에 본부를 두고 있어, 나라시노 공정단(習志野空挺団 나라시노 쿠테단[*])로도 알려져 있다.

## 역사
제2차 세계 대전이 끝난 뒤, 경찰예비대는 후쿠오카현 카시에 주둔하고 있던 제187보병연대 "락카산스"에 간부를 파견하여, 낙하산 강하 교육훈련과정을 이수받았다. 훈련을 이수한 그들 훈련교관을 바탕으로 1954년 9월부터 이듬해 1955년 8월까지의 공정 교육대를 창설하여 본격적으로 훈련생을 배출하여 1956년 1월에 제101공정대대을 창설하였다. 이후 재편성을 반복하여 1958년 6월에 기누가사 하야오 1등 육좌가 초대 단장으로 임명되고, 부대는 제1공정단으로 편성을 마쳤다.
2006년 4월 이라크 재건지원군의 경비 부대로 일시적으로 파견되었다. 그 후, 대테러전과 게릴라전, 그리고 신속한 해외 파견을 위해 2007년 3월 28일, 동부방면대에서 중앙즉응집단으로 예속되었다.

## 지원 자격
- 28세 미만의 병사 또는 36세 미만의 부사관 계급의 군인.
- 지식, 성격, 업무능력, 직업적성 등의 적성검사를 통과.
- 161 cm, 49 kg, 가슴둘레 78.5 cm 이상
- 34세 이하에 혈압 평균 140 mmHg ~ 100 mmH, 최저 90mmHg 이상.
- 3200 cm3이상의 폐활량.
- 체력 측정에서 일반 5급 이상, 1법 각종 최초 45점 이상, 2법 160점 이상, 공수 방식으로는 5개 종목 모두 최저 60점 이상.
- 악력 30 kg, 50초 이상의 호흡 정지, 기타 등등.

## 부대
1957년 1,350명의 인원으로 단 본부, 공정보통과군, 특과대대으로 편성되었고, 임시로 1999년에는 일본 국외에 있는 일본인을 보호하기 위해 단내에서 교대로 50명의 병력을 차출하여 유도대(일본어: 誘導隊 유도타이[*])를 편성한적이 있다. 공정장갑수송대가 1973년 3월에 편성되었다. 이후 예하 부대의 개편을 거치면서 2002년 3월 본부 관리 중대와 낙하산 정비 중대를 통합하여 후방 지원대로 개편하고, 2004년 3월에는 예하의 공정보통과군을 해체하고 3개 보통과대대로 재편성하였다. 그리고 여단 본부 중대 예하의 통신 소대를 중대급 제대로 증편, 설비 중대를 신설하였다. 2008년 4월, 단은 본부 중대, 3개 보통과대대와 특과대대, 통신중대, 설비중대, 후방지원대로 편성되었다. 부대 정원은 1,900명이다. APP-6A 기준으로 제1공정단은 여단급 제대애 속한다.
| - 제1보통과대대 - 제1중대 - 제2중대 - 제3중대 - 제2보통과대대 - 제4중대 - 제5중대 - 제6중대 - 제3보통과대대 - 제7중대 - 제8중대 - 제9중대 - 공정특과대대 - 제1사격중대 - 제2사격중대 - 제3사격중대 | - 본부중대 - 정찰소대 - 강하유도소대 - 공정후방지원대 (=물자지원대) - 대 본부 - 정비중대 - 차량정비소대 - 통신정비소대 - 화기정비소대 - 낙하산정비중대 - 포장소대 - 투하지원소대 - 회수소대 - 위생소대 - 수송소대 - 공정교육대 - 통신중대 - 설비중대 |

### 이전
- 공정보통과군; 1957년 ~ 2004년 3월, 해체.
- 공정장갑수송대; 1973년 3월 ~ ?, 해체.

## 기록

### 계보
- 제101공정대대, 1956년 1월
- 제1공정단, 1958년 6월

### 소속
1. 동부방면대, 1957년
2. 중앙즉응집단, 2007년 3월 28일
3. 육상총대, 2018년 3월 26일

## 장비
- 권총: SIG 사우저 P220
- 기관단총: 미네베아 PM-9
- 돌격총:
  - 호와 89식 소총
  - M4A1 카빈 + SOPMOD 블록 1
- 저격총: M24 SWS
- 기관: M249 LMG
- 유도탄
  - 91식 지대공유도탄
  - 01식 대전차유도탄

## 같이 보기
- 일본 제국 육군
  - 정진연대, 연대급 공중정진부대.
  - 제1정진집단, 사단급 공중정진부대.
- 공정부대, 일본 제국 해군의 공수부대.